# Posledneye tango
Posledneye tango é um filme de drama russo de 1918 dirigido por Vyacheslav Viskovsky.

## Enredo
O filme é baseado na letra de uma música de Ayza Kremer.

## Elenco
- A. Alkesandrov como Kellner
- Vera Kholodnaya como Chloe
- Ivan Khudoleyev como Sir Stone
- Osip Runich como Joe